# Garden City South
Garden City South est une census-designated place du comté de Nassau, dans l'État de New York, aux États-Unis,. En 2020, elle compte une population de 4 119 habitants.